# Пељешац
Пељешац (итал. Sabioncello, стари назив: Стонски Рат) је полуострво на југу Хрватске, део је Дубровачко-неретванске жупаније. Дуг је око 70 km и спојен са копном Пељешким мостом и уским земљоузом код Стона на коме је у  веку подигнут Стонски бедем. Пељешким каналом одвојен је од острва Корчула.

## Историја
Најпознатије археолошко налазиште на полуострву је Накована, која има сачуване артефакте који указују на континуирано људско насеље током неколико миленијума.
Најранији познати историјски записи о Пељешцу потичу из античке Грчке. Подручје је постало део римске провинције Далмације након Илирских ратова (220. године пне. до 219. године пне.). Убрзо је уследила римска миграција.
У 6. веку Пељешац долази под власт Византије. Доласком Словена, простор од реке Неретве до Ријеке Дубровачке, и од севернохерцеговачких планина до јадранског приморја, формирани су нови друштвено-политички ентитети, а то су Неретва, Приморје, Травунија и Захумље, којима је владало локално племство. Стон са Ратом (тадашњи назив за полуострво Пељешац) и Мљет су били под влашћу једне од ових кнежевина, односно под кнезом Захумским. Ови локални владари су признавали превласт Византије. После Михајла Вишевића, који је признао власт бугарског цара Симеона, Захумљем су владале различите династије. Око 950. године њоме је кратко владао војвода Часлав. Крајем 10. века Самуило је био господар Захумља, а кнежина је припадала краљу Ивану Владимиру. Године 1168. Кнежевину и Захумље осваја велики кнез Рашке Стефан Немања. Тридесет година касније Захумље је заузео Андрија, војвода хрватско-далматински. Године 1254. Угарски Бела IV напао је Босну и Захумље. Од 1304. године Захумљем је владао Младен Шубић, затим опет кратко време локални жупан, а од 1325. Стјепан II Котроманић. Дубровачка република (Дубровник), стекла га је од босанских владара у неколико откупа током неколико деценија, прво 1333. године, а затим 15. јануара 1399. Краљ Твртко II је потврдио откуп Босанског Приморја Дубровнику 24. јуна 1405. године.
Стари Стон се налазио на обронцима брда Горица и Светог Михаила, јужно од Стонског поља. Ту је било неколико ранохришћанских цркава, од којих је највећа била црква Светог Стефана. Бискупска црква Марије Магдалене стајала је све док је нису бомбардовали савезници 1944. Једина црква која је остала је црква Светог Михаила, подигнута усред касноантичког каструма.
Првобитни стари град је срушен у земљотресу 1252. године. Доласком Републике на данашњој локацији подигнут је нови град. Приликом обнове цркве Светог Михаила на врху брда пронађени су фрагменти римског украсног малтера, римских надгробних споменика и античке керамике, што потврђује ову претпоставку. Према неким изворима, Стон је 1250. године доживео разорни грађански рат и у тим сукобима град је претрпео велика разарања.
Бурна времена почетком 14. века проширила су се по целој земљи Захумљу. Узурпација браће Бранивојевића, приморала је Дубровчане да се 1326. године, уз помоћ Стјепана II Котроманића, боре против њих. Те године Дубровчани су населили Стон, и одмах почели да улажу и обнављају, и основали нови Стон да би бранили Пељешац и заштитили робове од којих су зарађивали велике приходе. Од сукоба између бана у Босни и српског краља, Дубровчани су 1333. године од оба владара откупили Пељешац са Стоном.
Источно православље се на Пељешцу појавило крајем 12. века, када је католички епископ протеран из Стона, а на полуострву успостављена православна епископија. Међутим, упркос доминацији православља, католичанство је очувано у региону, а када је полуострво Пељешац 1333. године дошло под власт Дубровника, и даље је било углавном насељено католицима, уз присуство православаца и богумила. Стога је један од првих задатака нове управе био ширење католичанства, стварање парохија и подизање цркава и манастира. Дубровачка влада је 1335. године протерала православно свештенство и монаштво, доводећи фрањевце. И иако су неки православни свештеници након тога остали на Пељешцу, од осамдесетих година 13. века више их није било у региону.
Стонске зидине су велика утврђења која су изграђена од стране Дубровачке републике. То су други најдужи зидови у Европи.
Француско царство је окупирало регион 1806. године, укинувши стару Републику, а 1808. је претворило у Илирске провинције. Године 1815. дат је Аустријском царству, а од 1867. постаје део Аустроугарске монархије. Између 1918. и 1941. била је у саставу Краљевине Југославије, а од 1945. у саставу Социјалистичке Републике Хрватске у оквиру Социјалистичке Федеративне Републике Југославије. Од 1991. године је у саставу Републике Хрватске.
Остаје забележено да су у 16. веку већина Срба Конавла били православни хришћани.

## Административна подела
Пељешац је административно подељен на општине:
- Оребић
- Трпањ
- Јањина
- Стон